# 50 років входження Криму до складу України (монета)
«50 ро́ків вхо́дження Кри́му до скла́ду Украї́ни» — ювілейна монета номіналом 5 гривень, випущена Національним банком України, присвячена 50-річчю передачі Кримської області до складу УРСР.
Монету введено в обіг 28 квітня 2004 року. Вона належить до серії «Інші монети».

## Опис та характеристики монети
| Номінал грн. | Метал                                | Маса, грам | Діаметр, мм. | Якість виготовлення | Гурт     | Тираж, штук |
| ------------ | ------------------------------------ | ---------- | ------------ | ------------------- | -------- | ----------- |
| 5            | біметалева із недорогоцінних металів | 9,4        | 28           | звичайна            | рифлений | 30 000      |

### Аверс
На аверсі монети на тлі мапи України зображено сніп з 25 колосків із перевеслом, який символізує Україну. У центрі на передньому плані  — малий Державний Герб України, ліворуч під мапою  — рік карбування монети «2004», унизу праворуч напис  — «КРИМ». На монеті півколом розміщені такі написи: «УКРАЇНА» (угорі), «5 ГРИВЕНЬ» (унизу) та логотип Монетного двору Національного банку України.

### Реверс

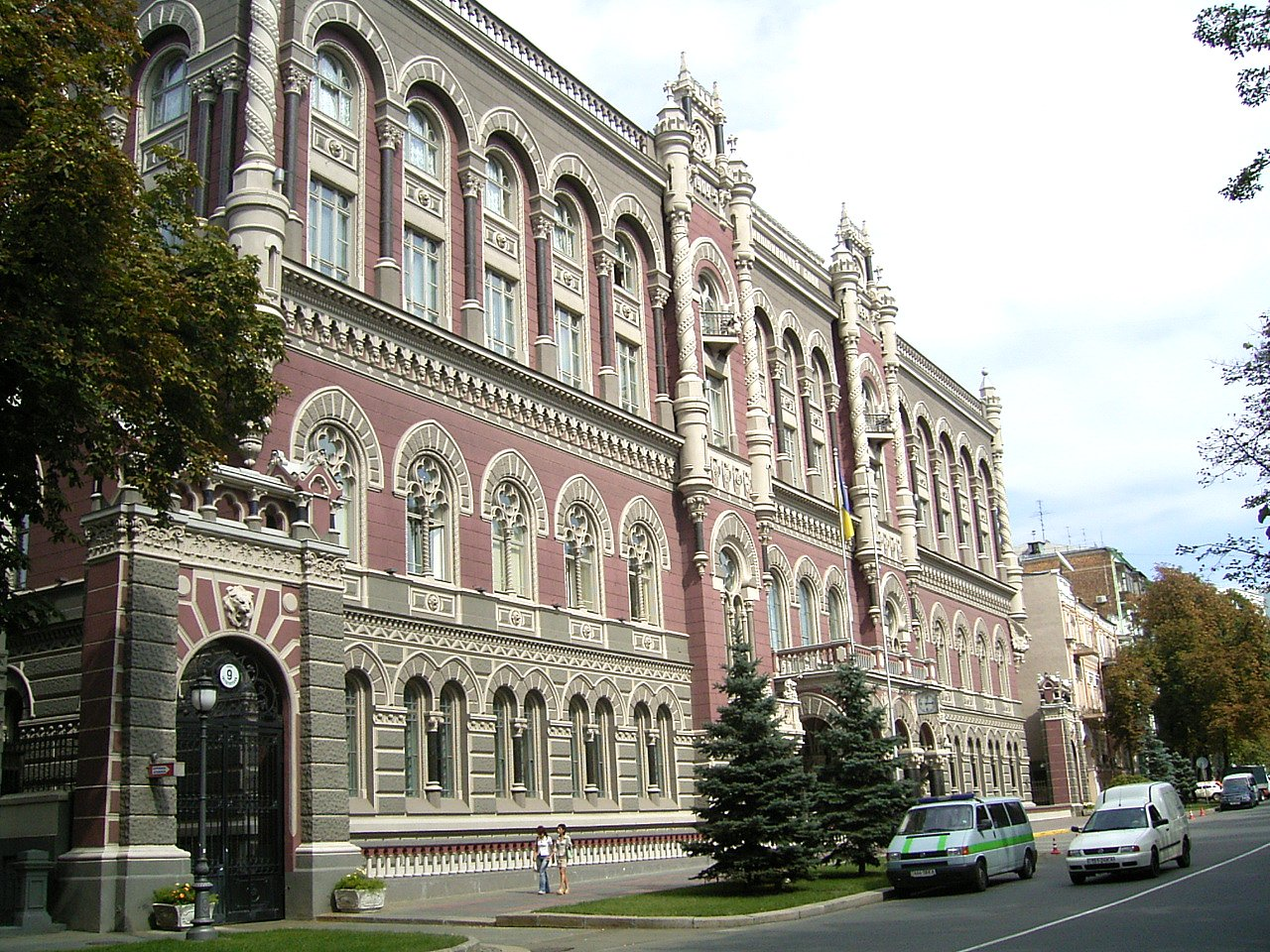
Будівля Національного банку України

На реверсі монети в центрі зображено Герб Автономної Республіки Крим, під ним — гроно винограду; зовнішнє та внутрішнє коло з'єднуються перевеслом, по зовнішньому колу розміщено круговий напис: «ВХОДЖЕННЯ КРИМУ ДО СКЛАДУ УКРАЇНИ», угорі у два рядки — «50 РОКІВ».

## Автори
- Художник — Корень Лариса.
- Скульптор — Дем'яненко Володимир.

## Вартість монети
Під час введення монети в обіг 2004 року, Національний банк України розповсюджував монету через свої філії за номінальною вартістю — 5 гривень.
Фактична приблизна вартість монети, з роками змінювалася так:
| Рік        | 2010 | 2011 | 2012 | 2013 | 2014 | 2015 | 2016 | 2017 | 2018 | 2019 | 2020 | 2021 | 2022 | 2023  | 2024  | 2025  |
| ---------- | ---- | ---- | ---- | ---- | ---- | ---- | ---- | ---- | ---- | ---- | ---- | ---- | ---- | ----- | ----- | ----- |
| Ціна, грн. | 60   | 60   | 65   | 90   | 160  | 350  | 420  | 480  | 480  | 570  | 540  | 570  | 570  | 1 350 | 1 400 | 1 350 |